# Морской мост Бандра — Ворли
Морской мост Бандра — Ворли (хинди बान्द्रा-वर्ली समुद्रसेतु, англ. Bandra–Worli Sea Link) — платный автомобильный вантовый мост через залив Махим Аравийского моря в городе Мумбаи, штат Махараштра, Индия. Второе название — Мост Раджива Ганди. По состоянию на 2016 год, имея длину в 5,6 километра, занимает 103-е место в списке самых длинных мостов мира и 1-е место в списке самых длинных надводных мостов Индии.

## Описание
Мост соединяет районы Мумбаи Бандра (северная часть моста) и Ворли (южная). Прямая часть моста имеет длину около 2,6 км, остальные 3 км приходятся на закругления с обеих сторон, виадуки и съезды. Деньги на строительство моста, 16 миллиардов рупий, выделила компания Maharashtra State Road Development Corporation, а Hindustan Construction Company осуществила строительство. Мост поддерживают 424 стальных троса, каждый из которых выдерживает нагрузку до 900 т: на их изготовление ушло 37 680 км проволоки, что сопоставимо с длиной окружности земного шара по экватору. Сейсмическая гарантия моста — до 8 баллов по шкале Рихтера. Собственно мост покоится на 120 железобетонных сваях диаметром по 2 метра, а те его части, что являются виадуком, на 484 сваях диаметром по 1,5 м; все они вбиты на глубину от 6 до 34 м в зависимости от особенностей почвы в каждом конкретном месте.
Открытие моста позволило автомобилистам, двигающимся из одного района в другой, сократить время в пути с 75 до 7 минут, в среднем. В начале осени 2009 года, когда мост работал ещё вполсилы, суточный автомобильный трафик оценивался в 37 500 машин; в середине лета 2010 года — 25 000 автомобилей. Ограничение скорости — 50 км/ч, нарушителей фиксируют видеокамеры обзорностью 360° и дальностью до 1,5 километра. Кроме того, во избежание террористических атак, на мосту установлены четыре сканера, способных обнаружить в любом автомобиле взрывчатку и оружие: скорость работы сканера — до 180 автомобилей в час.
Проезд на момент открытия моста стоил 50 рупий для легковых автомобилей, 75 рупий для полугрузовых автомобилей и микроавтобусов и 100 рупий для грузовиков и автобусов. На мост запрещён въезд двух- и трёхколёсного транспорта в связи с опасностью сильных ветров.

## История
Прежде единственной дорогой, соединявшей районы Бандра и Ворли, была Mahim Causeway, на которой, с развитием автомобильного транспорта в городе, стали расти дорожные заторы: по оценке 2008 года за сутки там проезжало около 140 000 автомобилей. Было решено построить Западное шоссе, и мост Бандра — Ворли стал первым этапом этого проекта. В конце 1999 года первый камень в основание будущего моста заложил политик-журналист Бал Такерей. По плану строительство должно было обойтись в 6,6 миллиардов рупий и завершиться за пять лет, однако в связи с различным сложностями, стоимость выросла до 16 миллиардов, а сроки увеличились до десяти лет.
30 июня 2009 года были открыты 4 из 8 полос движения, церемония сопровождалась фейерверками, световым лазерным шоу, музыкой; мост открыла лидер партии Индийский национальный конгресс Соня Ганди. Первые шесть дней проезд по мосту был бесплатным, затем начала взиматься плата; впоследствии эти дни, с 1 по 5 июля, остались бесплатными ежегодно. В полную силу мост заработал 24 марта 2010 года.
Функционирование моста регулярно подвергается критике: в частности, указывается на увеличение сметы строительства в два с половиной раза, затягивание сроков строительства в два раза, малая эффективность моста при борьбе с пробками, так как в Мумбаи нет ни одной кольцевой дороги (по состоянию на 2009 год), которые решили бы эту проблему гораздо надёжнее.

## См. также

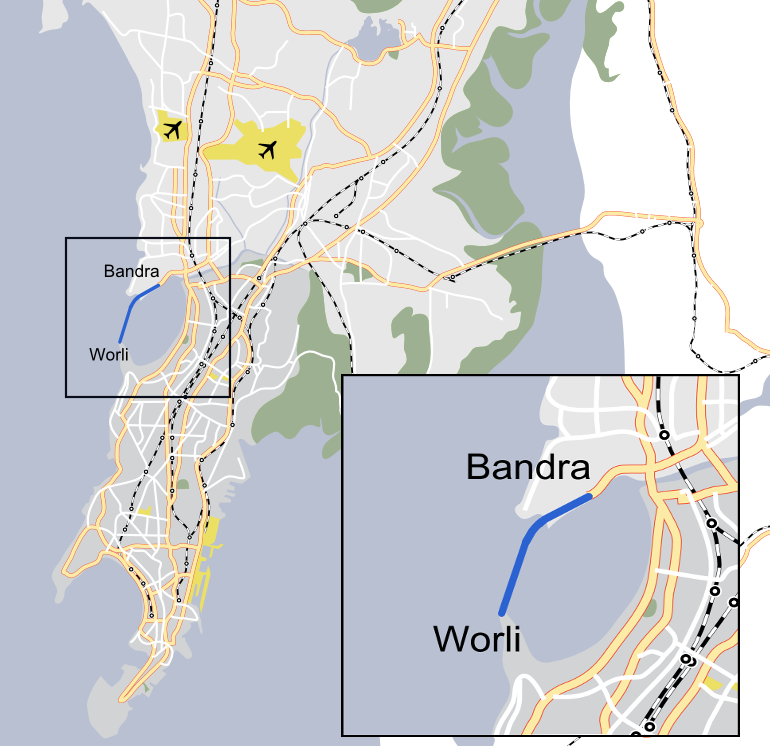
Мост отмечен синим
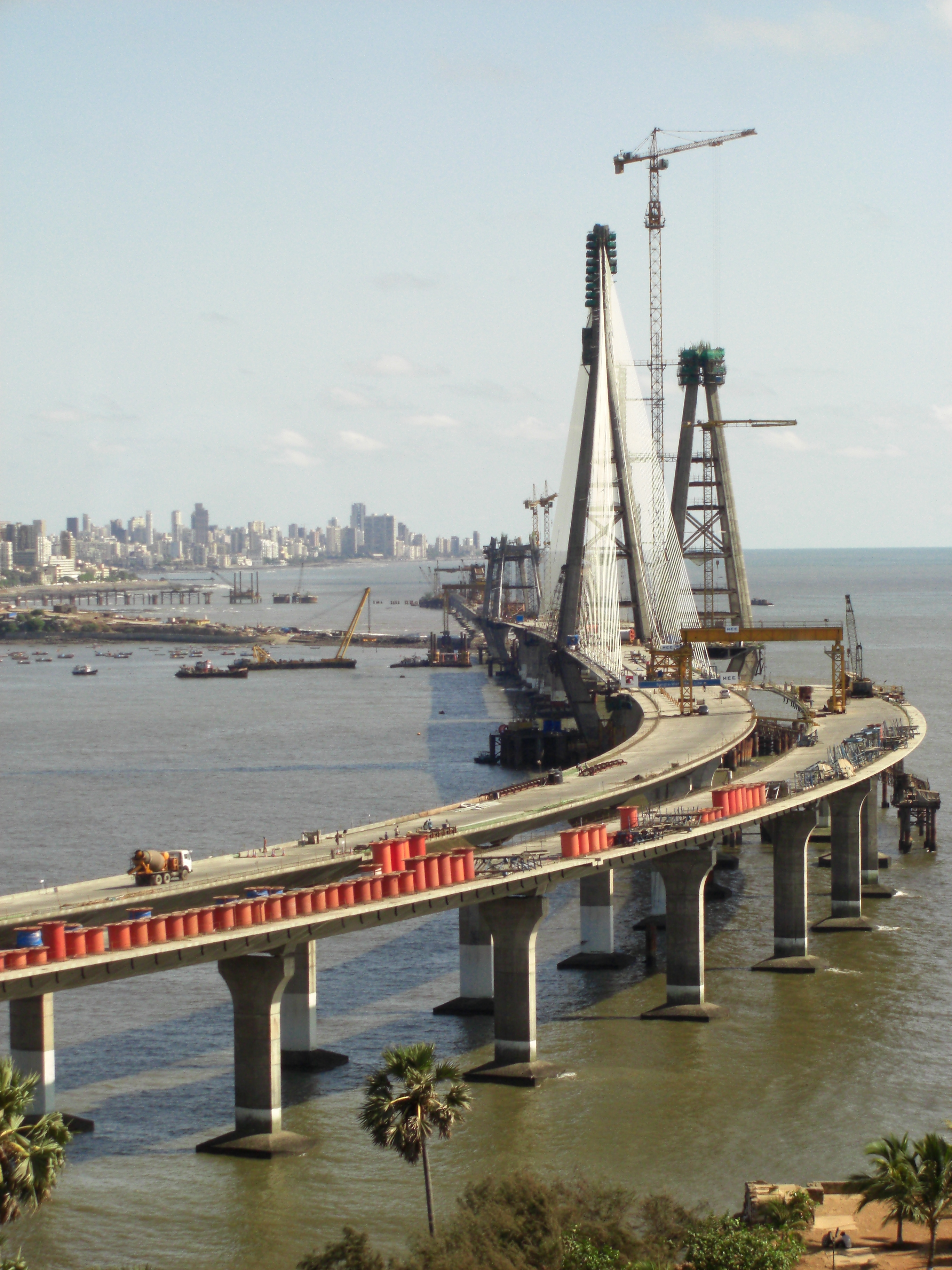
В процессе строительства, май 2008
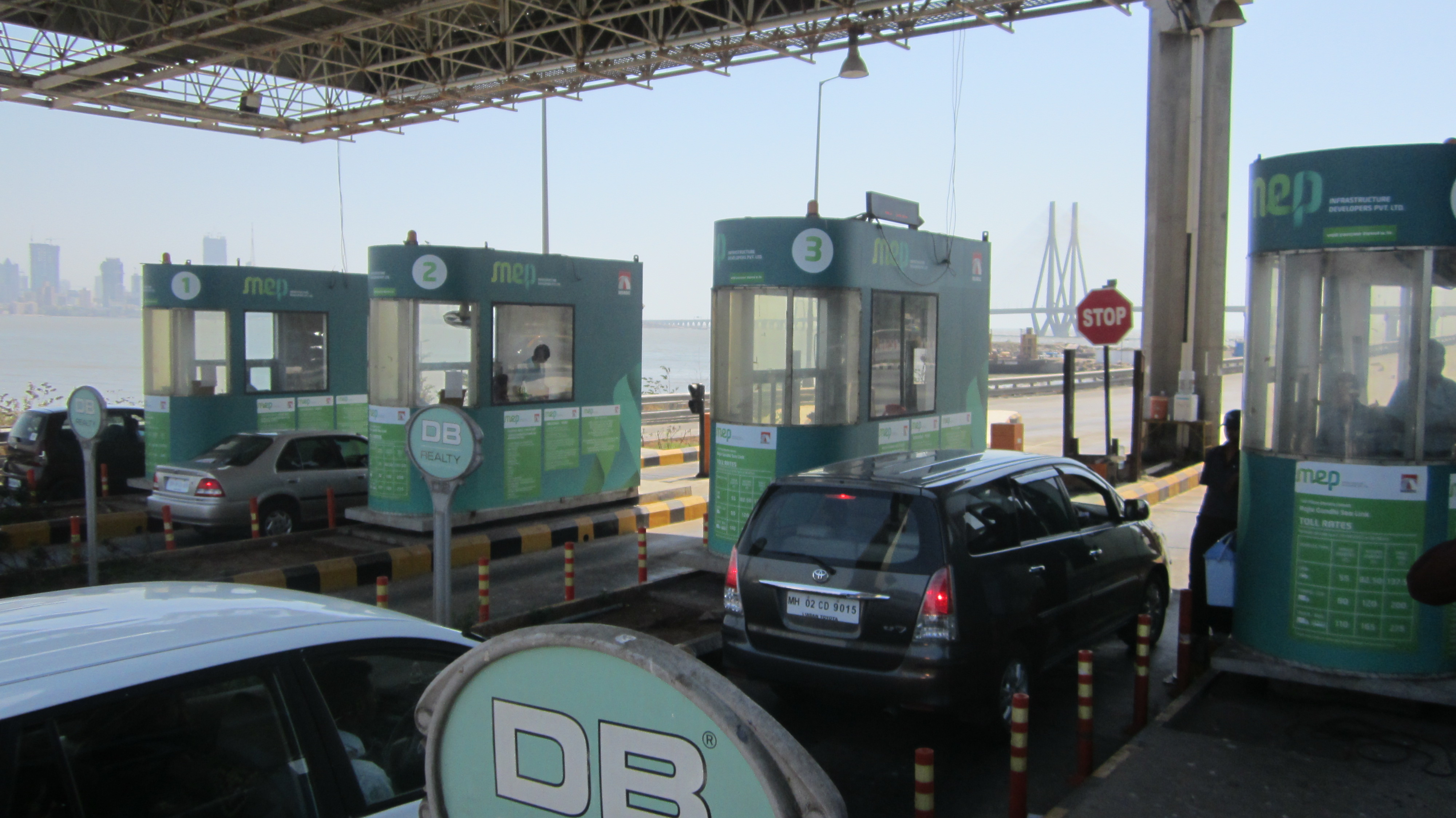
Въезд на мост
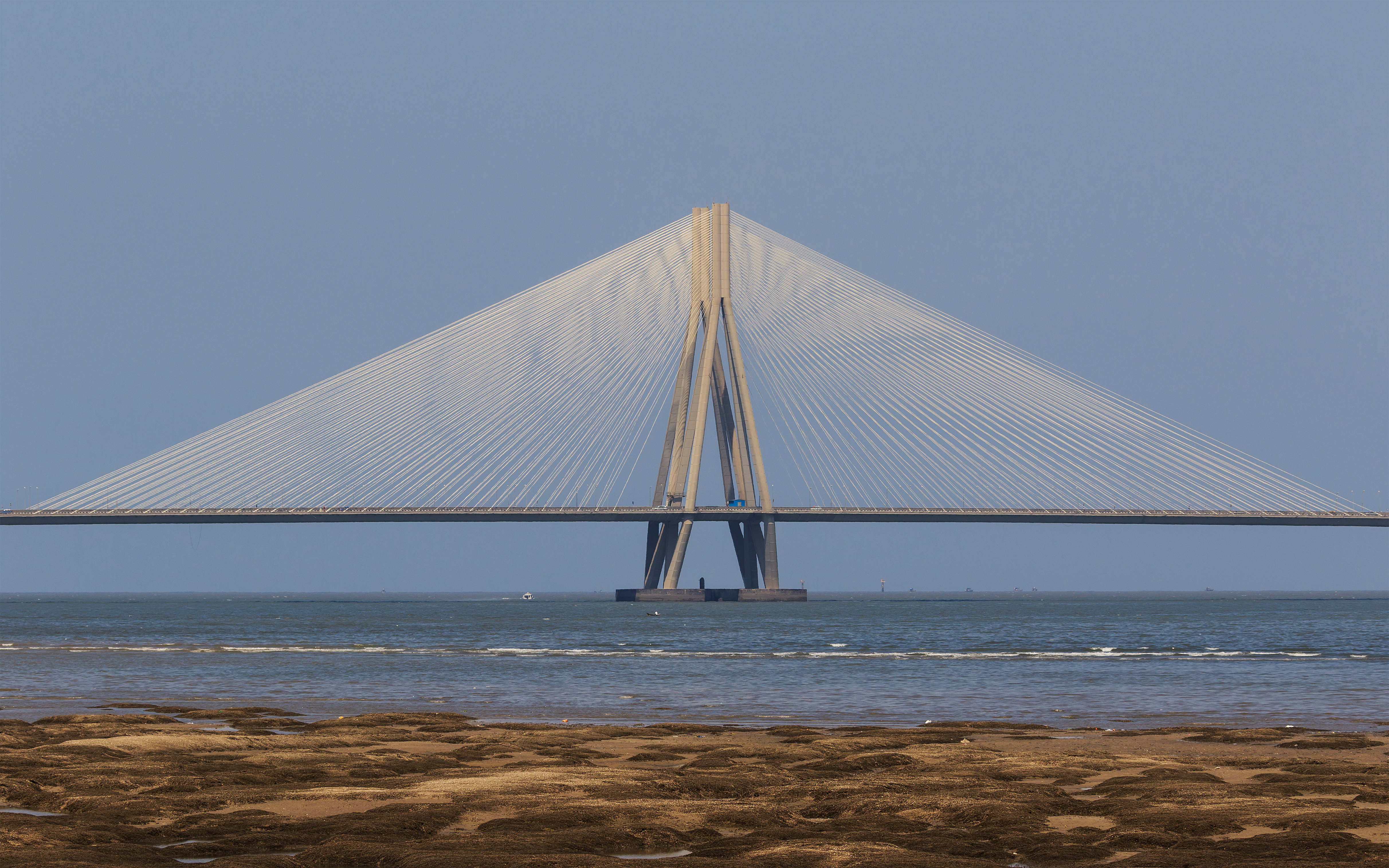
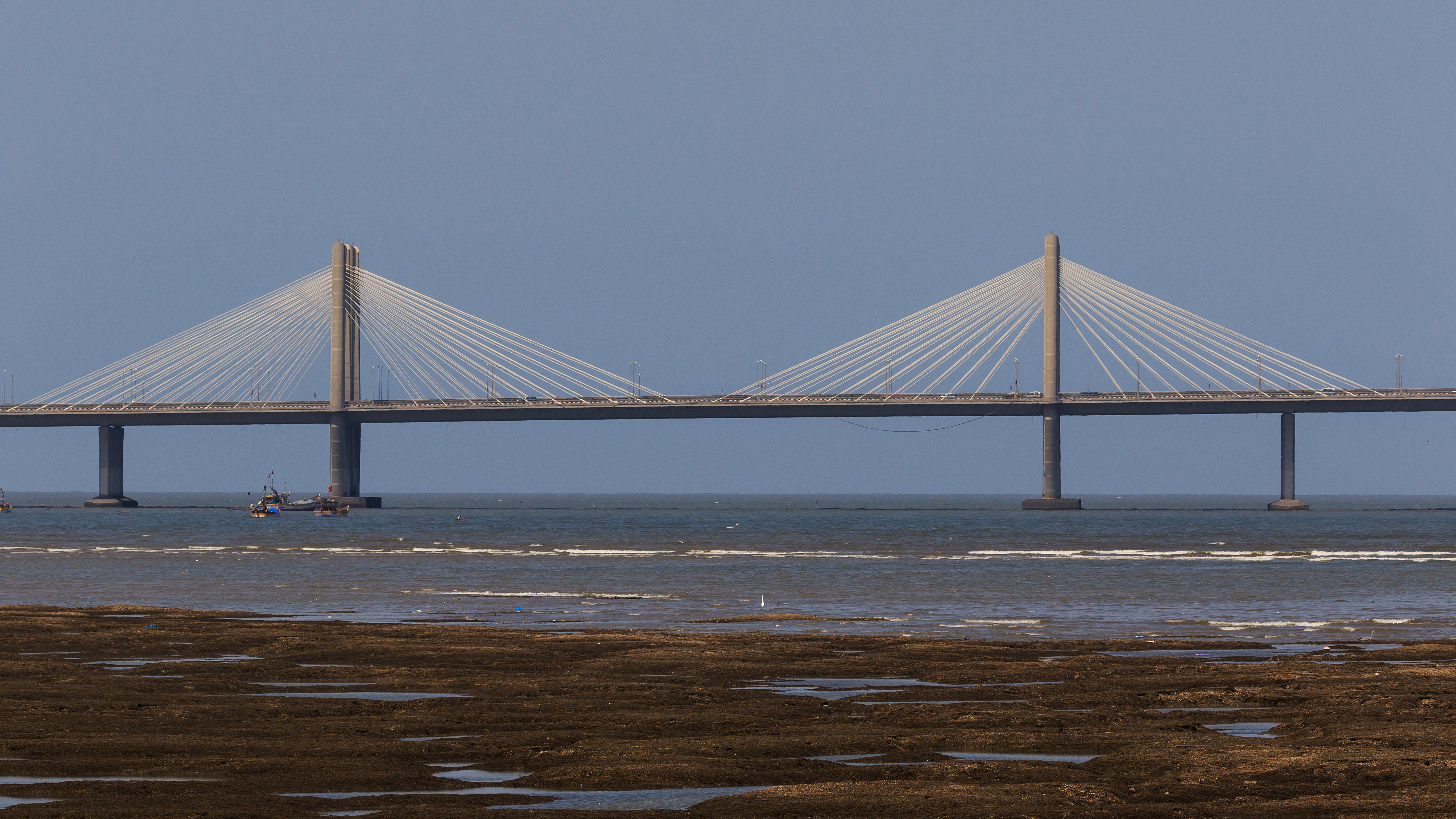